# Ботанічний сад університету Вітовта Великого

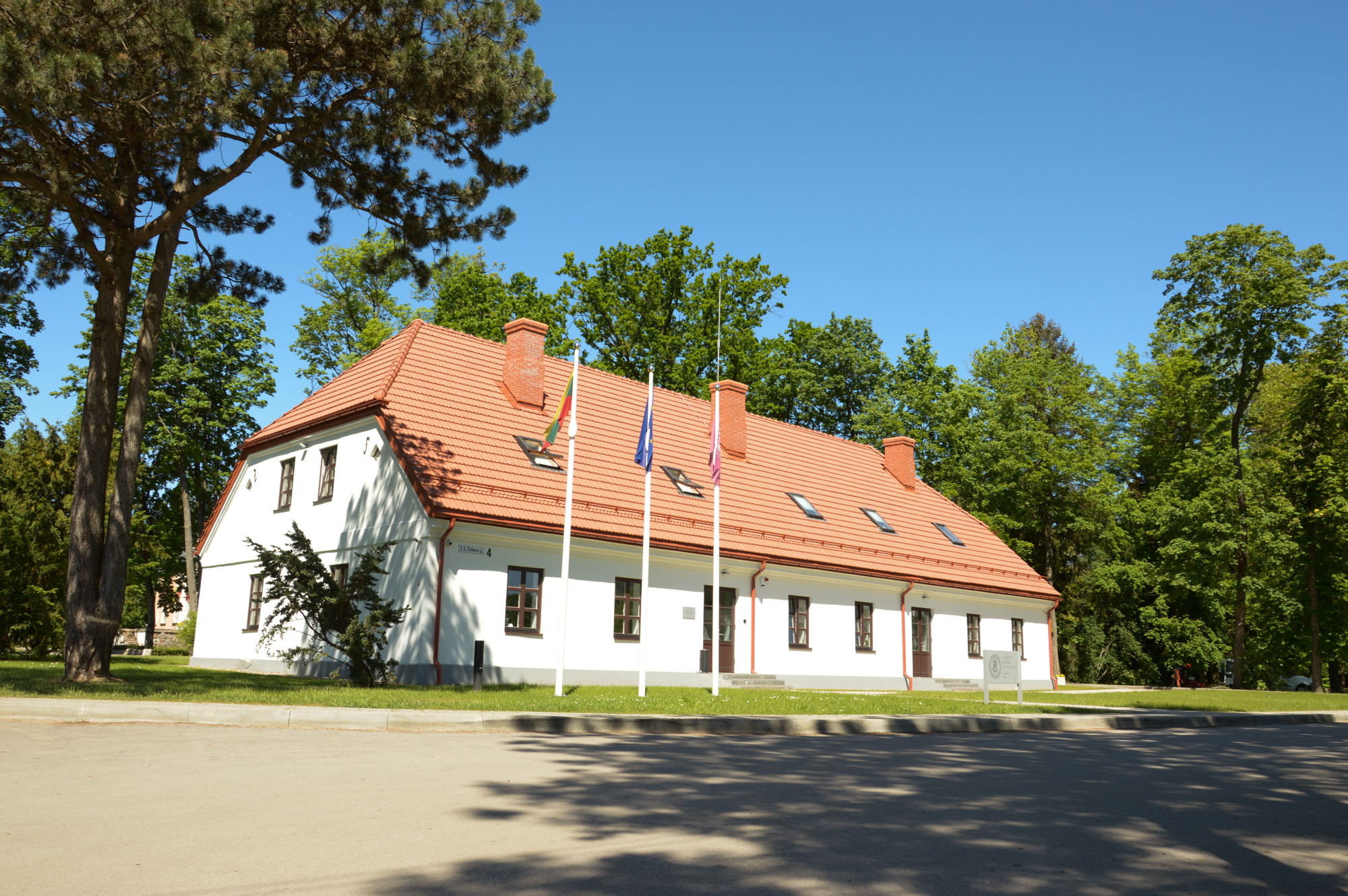
Будинок адміністрації ботанічного саду

Ботанічний сад університету Вітовта Великого (лит. Vytauto Didžiojo universiteto Botanikos sodas) — ботанічний сад у місті Каунас (Литва). Належить інститутові Університету Вітовта Великого. Ботанічний сад є членом Міжнародної ради ботанічних садів з охорони рослин (BGCI) і має міжнародний ідентифікаційний код KAUN.
Ботанічний сад був заснований у 1923 році. Ініціатором створення і першим директором саду був професор Костянтин фон Регель.

## Загальний опис
Займає площу 62,5 га, для широкого загалу відкрито близько 30 гектарів. Площа зимового саду складає 517 м², площа оранжерейного комплексу — близько 0,25 га.
У саду росте більше 14 700 видів, сортів і форм рослин. Працює ботанічний музей, бібліотека, гербарій, 3 лабораторії (біохімії, захисту рослин та обміну насінням).

## Галерея

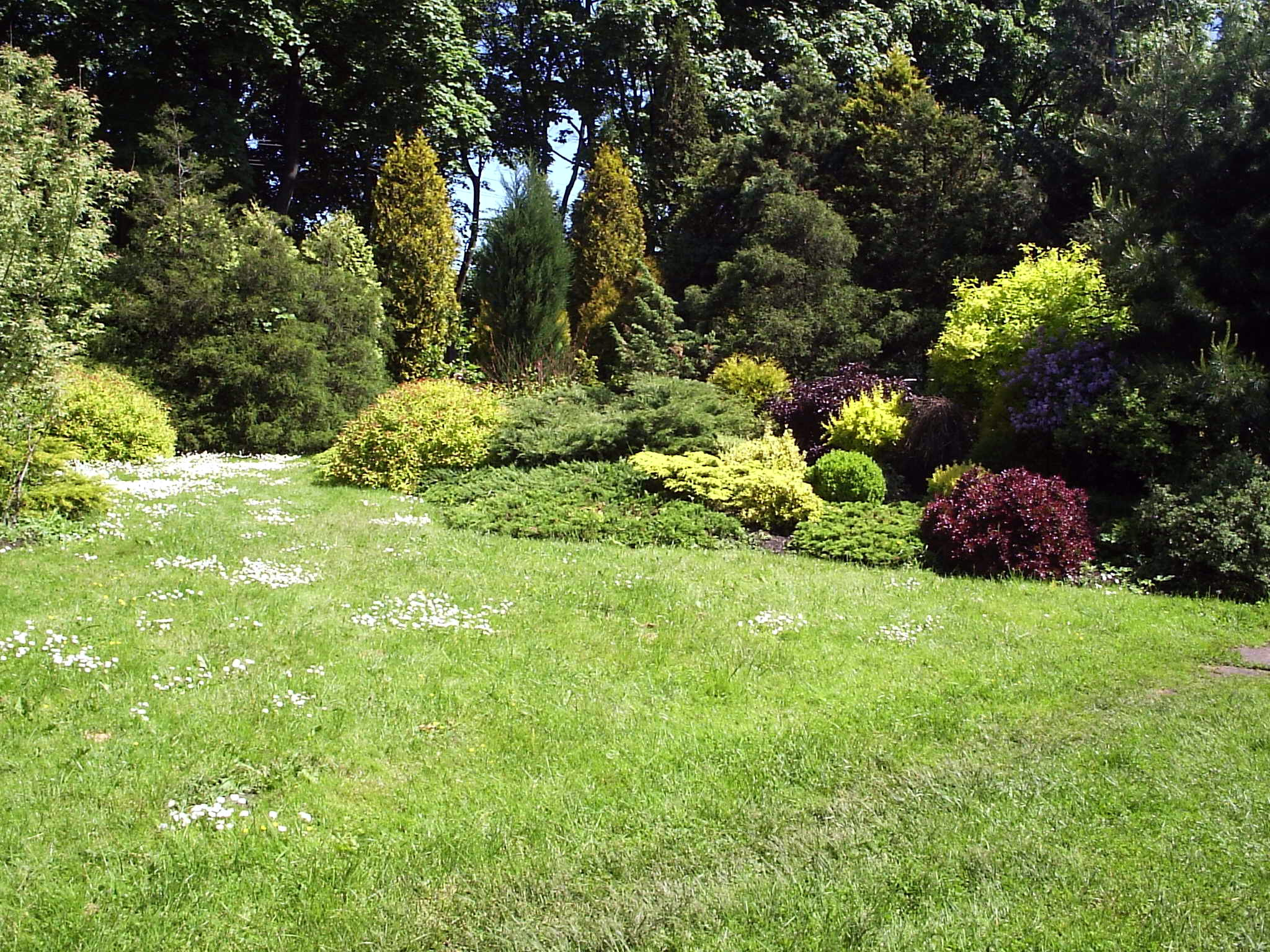
У ботанічному саду
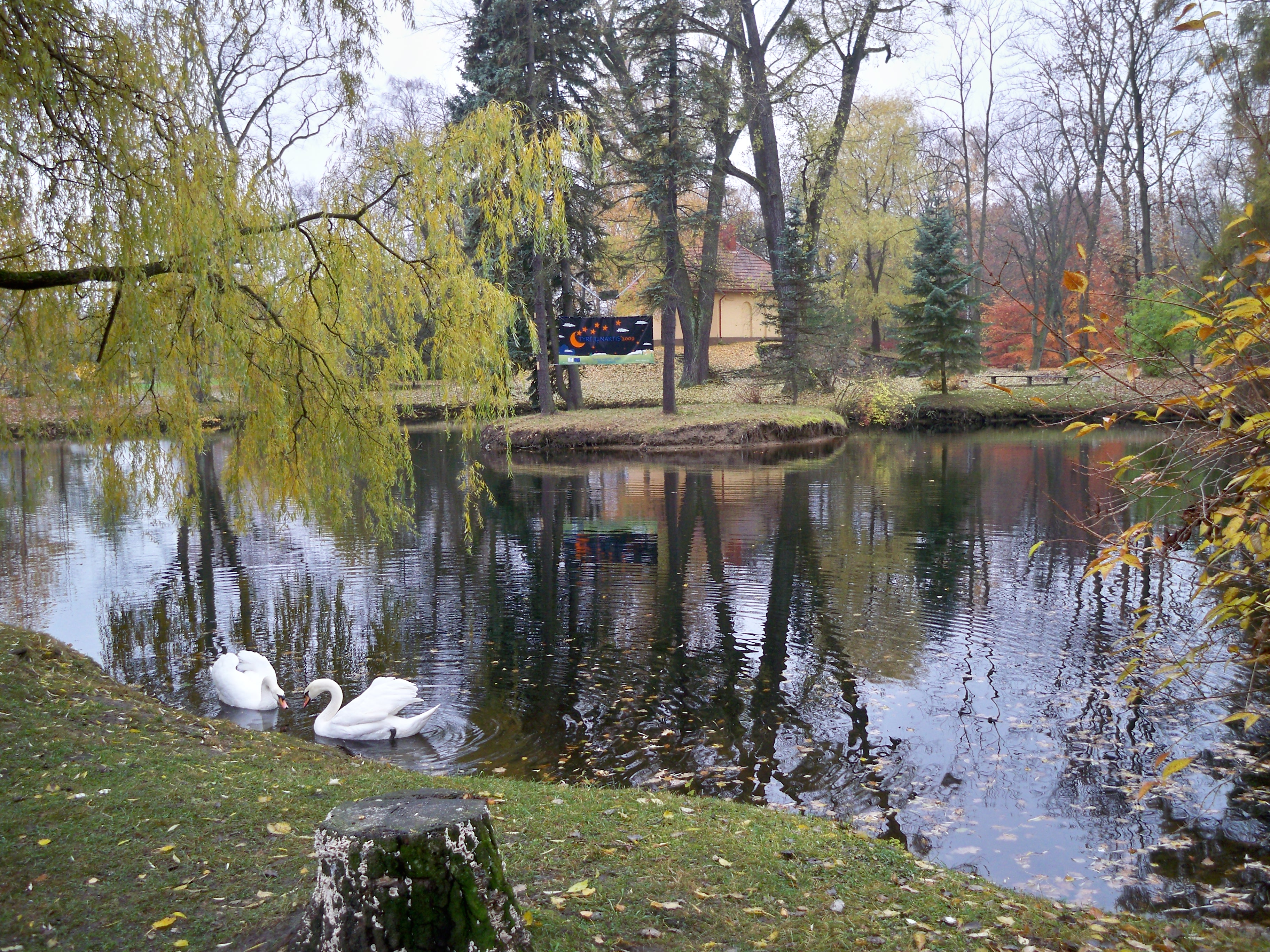
Ставок
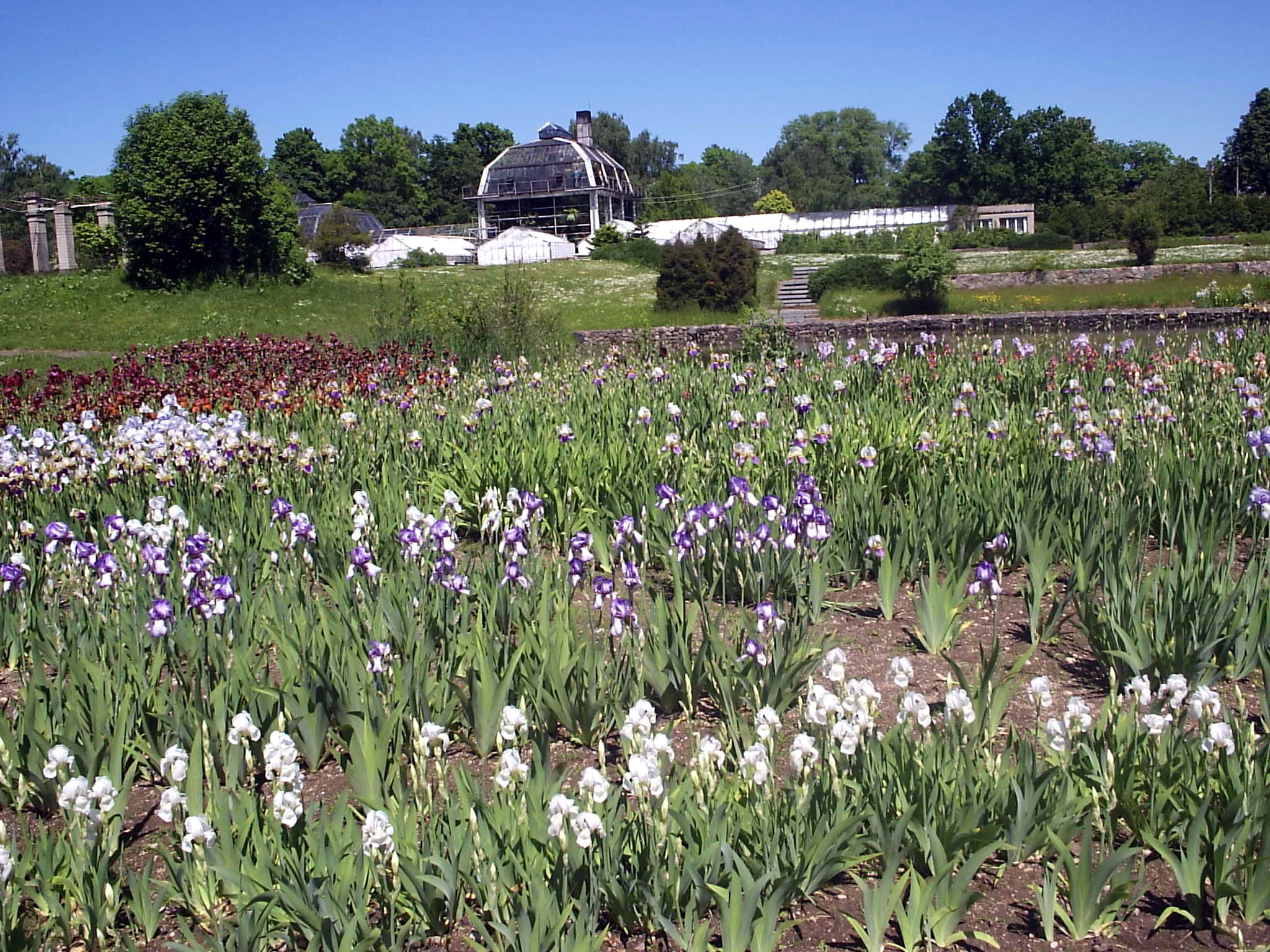
Квітучі іриси
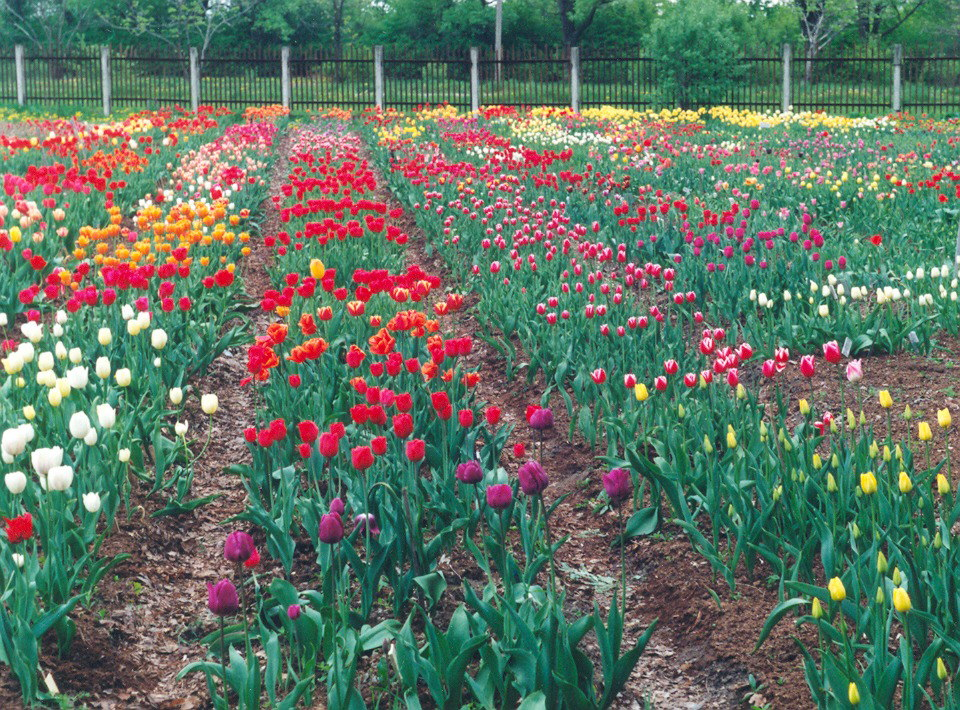
Квітучі тюльпани
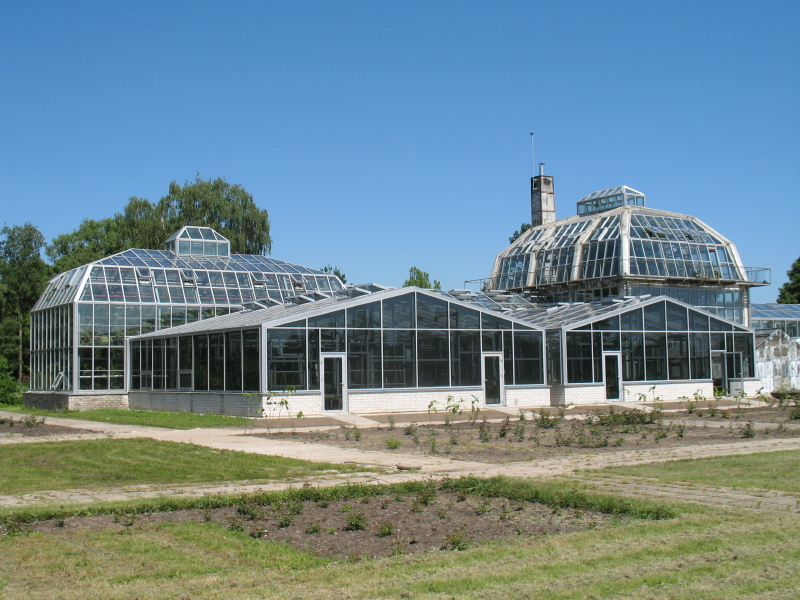
Оранжерейний комплекс